# Kjell Hallbing

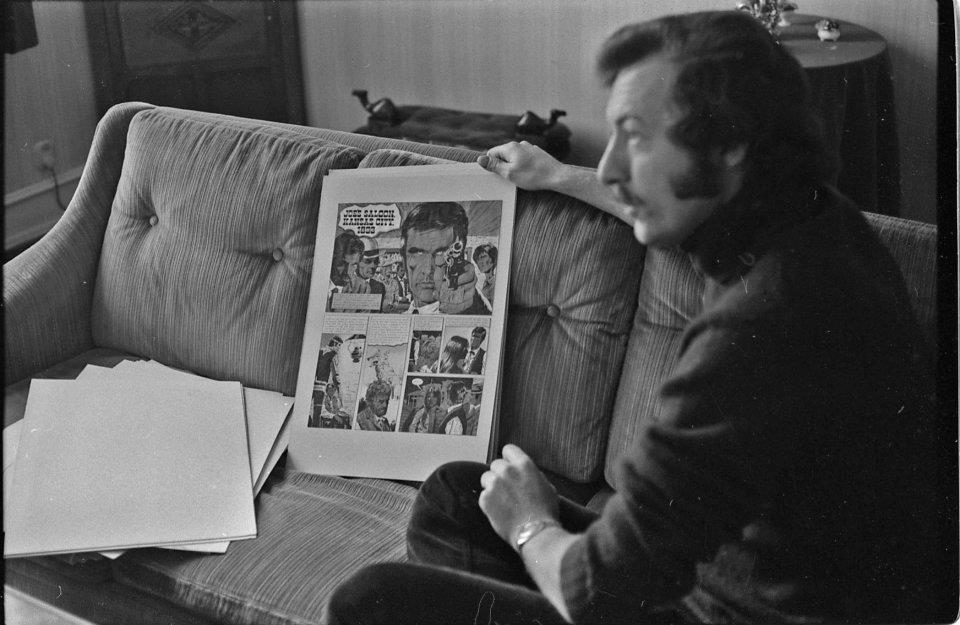
Kjell Halbing visar upp en tecknad version av Morgan Kane, 1973.

Kjell Hallbing, född 5 november 1934 i Bærum, Akershus fylke, död 6 maj 2004 i Tønsberg, Vestfold, var en norsk författare. Hallbing använde sig främst av pseudonymen Louis Masterson, men även av Leo Manning, Colin Hawkins, Ward Cameron och Lee Morgan. Sammanlagt skrev han runt 150 böcker och kring år 2000 bedömdes de ha sålts i mer än 15 miljoner exemplar i Europa.

## Biografi

### Tidiga år
Hallbing växt upp i Bærum. Efter real- och handelsskola fick han arbete som banktjänsteman och skulle 1959 använda skrivmaskin på arbetet. För att lära sig detta valde han att skriva romanen Riflen som synger, vilken 1960 refuserades av förlaget Gyldendal. Debutbok blev i stället Ubåt-kontakt, som utgavs av Nasjonalforlaget 1961. Senare skulle han ofta använda pseudonymer med initialerna L&M. Orsaken var att Hallbing på 1950- och 60-talet rökte cigarretter av märket L&M (Ligget & Meyer) och tyckte att bokstavskombinationen lät bra.

### Morgan Kane
1966 hade Hallbing utgivit 28 romaner via Nasjonalförlaget (2 i serien Ponni/Arena), E. Greens förlag (18 i Triangelwestern), Ingar Weyer Tveitan Förlag (3 i V-bøkene) och Romanförlaget (5 i Cowboy-serien). Av dessa behandlade 4 andra världskriget, 4 handlade om Morgan Kane, och resterande 20 var västernböcker om andra figurer. Han fick då kontakt med Bladkompaniet, som ville göra en större satsning på romanfiguren Morgan Kane. Denna bokserie skulle så småningom komma att omfatta totalt 83 böcker, utgivna åren 1966-1985, varav 4 var bearbetade återutgivningar av de böcker som tidigare utgivits i Cowboy-serien av Romanförlaget. Portrett av en revolvermann, seriens femtionionde bok, utgiven 1972, var dock en helt annan än den som utgiven 1961 under samma titel . Den siste jakten, seriens åttioandra bok och sista roman, utgavs i en förstaupplaga på 110 000 exemplar, vilket är en av de största förstaupplagorna någonsin i Norge. Förlaget samlade sedan ihop de noveller som tidigare inte utgivits i serien och skapade därmed seriens åttiotredje och sista bok. Totalt har de 83 Morgan Kane-böckerna sålt i över 10 miljoner exemplar i Norge.
I Sverige utgavs Morgan Kane-seriens första upplaga, omfattande 75 böcker, av B. Wahlströms bokförlag.
1986 övertog Allerförlagen rättigheterna till de böcker som Hallbing tidigare utgivit på eget förlag och 2008 övertog de rättigheterna till Morgan Kane .
2014 utgav Atle Nielsen och Kjell Jøren Holbye med bidrag av Finn Arnesen, Fredrik Wandrup, Louis Masterson med flera Den store boka om Morgan Kane innehållande sammanfattningar av de olika böckerna, förteckning över novellerna och information om författaren och de böcker han skrivit innan Morgan Kane skapades.

### Clay Allison
Redan 1962 hade Hallbing under pseudonym Leo Manning presenterat Clay Allison i boken Ærens vei.
Efter att 1969 ha avslutat sin bankkarriär och blivit författare på heltid fick Hallbing tid att skriva en hel serie om Clay Allison. 1969-1970 utgav Williams Förlag dem under vinjetten sexy western. Av de 14 böcker Hallbing skrev har 13 översatts till svenska och utgavs i Sverige 1970-1971.

### Början av 1970-talet
Samtidigt var han redaktör för humortidningen En drøy halvtime på samma förlag (i Sverige hette motsvarigheten En rolig halvtimma). 1971 startade Hallbing sitt eget förlag, där en del tidigare publicerade böcker återutgavs. 1977 började han utge serietidningen Louis Masterson-magasinet, men det lades ned redan efter två nummer.

### El Diablo och Diablito
1978 inledde Hallbing skrivandet av bokserien Diablito, som handlade om Morgan Kanes son Paco Galán och den mexikanska revolutionen i början på 1900-talet. 1991 utgavs den första av fyra romaner i serien El Diablo, där Morgan Kane mötte sin son Paco och med handlingen förlagd till Mexiko, Europa och USA. Båda serierna utgavs av Bladkompaniet.

### Familj
Hallbing var son till Kaare Hallbing (1910-1985) och Ingeborg Marie Bredesen (1908-1975). Kjell Hallbing var gift med Grethe Nora Bergman 1965-1979 och sedan med Lise Prag fram till sin död.

### Morgan Kane (under pseudonym Louis Masterson)

#### Utgivna av Romanförlaget
- Morgan Kane – Texas ranger (1965, Cowboy-serien 154) (Galgen och stjärnan, 1966, Nyckelböckerna 645)
- Morgan Kane og smuglerne (1965, Cowboy-serien 156)
- Vest for Rio Grande (1965, Cowboy-serien 157)
- Drep for loven (1965, Cowboy-serien 159)

#### Utgivna av Bladkompaniet
- 1 Uten nåde (1966, Stjerneserien 303) (Blodig hämnd, 1971)
- 2 I dragens klør (1966, Stjerneserien 306) (Skoningslös jakt, 1971)
- 3 Med revolver og stjerne (1966, Stjerneserien 310) (Med revolver och stjärna, 1971)
- 4 Med loven i ryggen (1966, Stjerneserien 310) (Brinnande hat, 1971)
- 5 En rangers ære (1967, Stjerneserien 313) (Skott i natten, 1971)
- 6 Morder og marshal (1967, Stjerneserien 316) (Blod över prärien, 1971)
- 7 Pistoléro (1967, Stjerneserien 320) (Sheriff utan nåd, 1971)
- 8 Udyret fra Yuma (1967, Stjerneserien 323) (Hämnarens natt, 1971)
- 9 Djevelens marshal (1967, Stjerneserien 327) (Duell till döds, 1971)
- 10 Revolvermanns arv (1967, Stjerneserien 333) (Revolverns lag, 1971)
- 11 Hevn! (1967, Stjerneserien 336) (Till sista skottet, 1971)
- 12 Storm over Sonora (1967, Stjerneserien 339) (Storm över Sonora, 1971)
- 13 Jungelens lov (1967, Stjerneserien 343) (Djungelns lag, 1971)
- 14 Ingen tårer for Morgan Kane (1967, Stjerneserien 346) (Dödsfällan, 1972)
- 15 Mellom liv og død (1968, Stjerneserien 350) - bearbetning av Morgan Kane - Texas ranger
- 16 Tilbake til kampen (1968, Stjerneserien 353) (Hämnaren, 1972)
- 17 Rio Grande (1968, Stjerneserien 356)
- 18 Bravado (1968, Stjerneserien 359) (Den grymma jakten, 1972) - bearbetning av Morgan Kane og smuglerne
- 19 Galge-ekspressen (1968, Stjerneserien 361) (Den laglösa staden, 1972)
- 20 De piskede (1968, Stjerneserien 364) (På blodigt spår, 1972) - bearbetning av Vest for Rio Grande
- 21 Bøddelen fra Guerrero (1968, Stjerneserien 368) (Bödeln från Guerrero, 1972)
- 22 Drep for loven (1968, Stjerneserien 371) (Duellen i Dodge City, 1972) - bearbetning av ursprungliga Drep for loven
- 23 Duell i Tombstone (1968, Stjerneserien 374) (följetong i Western nr 2-8 år 1972) (Revansch i Tombstone, 1973)
- 24 Dette er døden, señor Kane (1969, Stjerneserien 381) (följetong i Western nr 36-47 år 1966) (Jag är lagen, 1973)
- 25 Coyoteros! (1969, Stjerneserien 385) (Dödens gräns, 1973)
- 26 Helvete under null (1969, Stjerneserien 394) (Flammande hat, 1973)
- 27 De dødes dag (1969, Stjerneserien 394) (De dödas dag, 1973)
- 28 Blodig jord (1969, Stjerneserien 397) (Blodig jord, 1973)
- 29 Høyt spill i New Orleans (1969, Stjerneserien 399) (följetong i Western nr 20-31 år 1967) (Högt spel i New Orleans, 1973)
- 30 Apache! (1969, Stjerneserien 401) (Apacherna kommer!, 1974)
- 31 Blod og gull (1969, Stjerneserien 404) (Blod och guld, 1974)
- 32 Kane's likemann (1969, Stjerneserien 406) (Våldets dal, 1974)
- 33 Dødsklokkene (1970, Stjerneserien 409) (Dödsklockorna, 1974)
- 34 Demonen fra Nicaragua (1970, Stjerneserien 412) (I dödens spår, 1974)
- 35 Hevnens engler (1970, Stjerneserien 414) (Nattens hämnare, 1974)
- 36 Gribbene i Sierra Madre (1970, Stjerneserien 419) (Skalpjägarna, 1974)
- 37 Død manns skygge (1970, Stjerneserien 419) (Död mans skugga, 1975)
- 38 El Gringo (1970, Stjerneserien 422) (följetong i Western nr 48 år 1972-nr 6 år 1973) (Man mot man, 1975)
- 39 El Gringo's hevn (1970, Stjerneserien 424) (följetong i Western nr 7-18 år 1973) (El Gringos hämnd, 1975)
- 40 Hardere enn stål (1970, Stjerneserien 427) (En dödlig fälla, 1975)
- 41 "Killer" Kane (1970, Stjerneserien 429) (Bittert hat, 1975)
- 42 $10.000 for Jesse Rawlins (1970, Stjerneserien 432) (Jakten på Jesse Rawlins, 1975)
- 43 For en neve pesos (1970, Stjerneserien 434) (För en handfull pecos, 1975)
- 44 El Gringo vender tilbake (1971, Stjerneserien 437) (Vild jakt, 1976)
- 45 To desperados (1971, Stjerneserien 440) (Två vågade livet, 1976)
- 46 Kane's kvinner (1971, Stjerneserien 443) (Hett blod, 1976)
- 47 Slavenes kyst (1971, Stjerneserien 446) (Kane rensar stan, 1976)
- 48 Kane's våpen (1971, Stjerneserien 449) (Farligt land, 1976)
- 49 Oklahoma terror (1971, Stjerneserien 452) (Skjut först!, 1976)
- 50 Kane's Colt (1971, Stjerneserien 458) (Kanes hämnd, 1977)
- 51 Morgan Kane – menneskejeger (1971, Stjerneserien 458) (Våldets lag, 1977)
- 52 Djevelens utvalgte (1971, Stjerneserien 461) (följetong i Western nr 28-38 år 1973) (Hämndens dag, 1977)
- 53 Tempelprestinnens gjenganger (1971, Stjerneserien 464) (följetong i Western nr 25-35 år 1970) (En jagad man, 1977)
- 54 Bøffelkrigen (1971, Stjerneserien 467) (Dödens land, 1977)
- 55 Revolver til salgs (1971, Stjerneserien 470) (Desperadon, 1977)
- 56 Hevneren fra Tombstone (1972, Stjerneserien 472) (Hämnaren från Tombstone, 1977)
- 57 Duell i San Antonio (1972, Stjerneserien 475) (Duell i San Antonio, 1977)
- 58 En Colt til Señora (1972, Stjerneserien 478) (Dödlig jakt, 1978)
- 59 Portrett av en revolvermann (1972, Stjerneserien 481) (Utmanaren, 1978)
- 60 Satans Horn (1972, Stjerneserien 484) (Dödens byte, 1978)
- 61 Morgan Kane og "The Wild Bunch" (1972, Stjerneserien 487) (Betala i bly, 1978)
- 62 Tigeren fra Montana (1972, Stjerneserien 490) (Den långa jakten, 1978)
- 63 Den gale hunden fra Utah (1972, Stjerneserien 495) (Blodigt spår, 1978)
- 64 Tigeren er løs! (1972, Stjerneserien 500) (Död eller levande, 1978)
- 65 Alaska marshal (1973, Stjerneserien 505) (Bortom lagen, 1979)
- 66 Yukon's onde ånd (1973, Stjerneserien 510) (Blodigt offer, 1979)
- 67 Klondike '97 (1973, Stjerneserien 515) (Dödens pris, 1979)
- 68 Dommedag i Skagway (1973, Stjerneserien 520) (Dödens dag, 1979)
- 69 Legenden om Morgan Kane (1973, Stjerneserien 525)
- 70 Blodsporet til Santa Fe (1973, Stjerneserien 530) (Blodig väg, 1979)
- 71 Comanche! (1974, Stjerneserien 535) (Röd mans hämnd, 1979)
- 72 Den siste Cheyenne (1974, Stjerneserien 540) (Dödlig strid, 1979)
- 73 Der ørnene dør (1974, Stjerneserien 545)
- 74 Lovens bøddel (1974, Stjerneserien 550) (Kane utmanar döden, 1980)
- 75 Kane's lov (1974, Stjerneserien 565) (En kula för Kane, 1980)
- 76 Møte i Tascosa (1975, Stjerneserien 575)
- 77 I Morgan Kane's fotspor (1975, Stjerneserien 595)
- 78 Heltene er trette (1976, Stjerneserien 610) (Livvakten, 1980)
- 79 Cuba libre! (1976, Stjerneserien 616) (Skjut först, Kane!, 1980)
- 80 Satans Kane! (1976, Stjerneserien 629) (Det vilda gänget 1980)
- 81 Bandidos Yanqui (1977, Stjerneserien 642) (Kanes sista strid, 1980)
- 82 Den siste jakten (1982, Stjerneserien 982)
- 83 Kane's stjerne (1985, Stjerneserien 1147)

### Diablito (under pseudonym Louis Masterson)
- 1 Korset og sverdet (1978) (Korset och svärdet, 1983)
- 2 Lenken og fanen (1978) (Kedjan och fanan, 1983)
- 3 Flammen og rosen (1979) (Flamman och rosen, 1983)

### El Diablo (under pseudonym Louis Masterson)
- 1 El Diablo (1991)
- 2 Askeneven (1994)
- 3 Fryktens port (1996)
- 4 Stormens øye (1997)

### Clay Allison (under pseudonym Leo Manning)

#### Utgiven av E. Greens Förlag
- Ærens vei (1962, Triangelwestern 77) (återutgiven 1974 under pseudonym Louis Masterson) (Bortom all ära, 1966, Prärie-böckerna 58) (Den trasiga sporren, 1982, som Louis Masterson, Texas 18)

#### Utgivna av Williams Förlag
- 1 Ærens blodige vei (1969) (återutgiven 1988 under pseudonym Louis Masterson) (Rysk roulett, 1970)
- 2 Midnatt i Presidio (1969) (återutgiven 1988 under pseudonym Louis Masterson) (Dödens utmaning, 1970)
- 3 De dristige og de tapre (1969) (återutgiven 1989 under pseudonym Louis Masterson) (Högt spel ombord, 1970)
- 4 Kanonene i San Jacinto (1969) (återutgiven 1989 under pseudonym Louis Masterson) (Kanonerna i San Jacinto, 1970)
- 5 Fem ess i Dodge City (1969) (återutgiven 1989 under pseudonym Louis Masterson) (Fem ess i leken, 1971)
- 6 Gentleman og leiemorder (1969) (återutgiven 1989 under pseudonym Louis Masterson) (Lönnmord på Haiti, 1970)
- 7 Showdown i Cheyenne (1969) (återutgiven 1989 under pseudonym Louis Masterson) (Krig i Wyoming, 1970)
- 8 Russisk roulette (1969) (återutgiven 1989 under pseudonym Louis Masterson) (Den falska rouletten, 1970)
- 9 Det farlige spillet (1970) (återutgiven 1989 under pseudonym Louis Masterson) (Det farliga spelet, 1970)
- 10 El Dorado (1970) (återutgiven 1989 under pseudonym Louis Masterson) (Galgen väntar i Kansas, 1970)
- 11 En grav av gull (1970) (återutgiven 1989 under pseudonym Louis Masterson) (En grav av guld, 1971)
- 12 Vinner tar alt (1970) (återutgiven 1989 under pseudonym Louis Masterson) (Ett nummer för mycket, 1971)
- 13 Dommedag i Deadwood (1970) (återutgiven 1989 under pseudonym Louis Masterson)
- 14 Texas tornado (1970) (återutgiven 1989 under pseudonym Louis Masterson) (Sex till döds, 1971)

### Övriga verk

#### Utgivna under egna namnet Kjell Hallbing
- Ubåt-kontakt (1961, Ponni/Arena 387)
- Portrett av en revolvermann (1961, Triangelwestern 70)
- Jaget mann (1961, Triangelwestern 72) (återutgiven 1973 under pseudonym Louis Masterson) (En jagad man, 1965, Prärie-böckerna 51) (Den objudna gästen, 1981, som Louis Masterson, Texas 9)
- Kaptein Rebell (1962, Triangelwestern 73) (återutgiven 1973 under pseudonym Louis Masterson) (De reste västerut, 1980, som Louis Masterson, Texas 8)
- Død over Malta (1962, V-bøkene 19) (återutgiven 1975 under pseudonym Louis Masterson) (Vingar över Malta, 1964, Victory 51)
- Mosquito (1965, V-bøkene 72) (återutgiven 1975 under pseudonym Louis Masterson) (Djävulspiloten, 1968, Victory 126)
- Nattravnene (1965, V-bøkene 80) (återutgiven 1975 under pseudonym Louis Masterson) (Nattens hökar, 1966, Victory 97)
- Solen stod stille over Little Bighorn (1975) (återutgiven 1988 under pseudonym Louis Masterson)
- På jakt med Kjell Hallbing (2000)

#### Utgivna under pseudeonym Ward Cameron
- Bonanza Kid (1963, Triangelwestern 82) (återugtiven 1972 under pseudonym Louis Masterson) (Bonanza Kid, 1980, som Louis Masterson, Texas 3)
- Til siste patron (1963, Triangelwestern 84) (återutgiven 1972 under pseudonym Louis Masterson) (Till sista patronen, 1980, som Louis Masterson, Texas 5)
- Gribber flyr høyt (1963, Triengelwestern 87) (återutgiven 1974 under pseudonym Louis Masterson) (Gamar flygar högt, 1982, som Louis Masterson, Texas 23)
- Sort sombrero (1963, Triangelwestern 90) (återutgiven 1974 under pseudonym Louis Masterson) (Den svarta sombreron, 1982, som Louis Masterson, Texas 16)
- Revolvermanns lønn (1964, Triangelwestern 98) (återutgiven 1973 under pseudonym Louis Masterson) (Mördarens löfte, 1984, som Louis Masterson, Texas 34)

#### Utgivna under pseudonym Colin Hawkins
- Et spill for livet (1965, Cowboy-serien 152) (återutgiven 1974 under pseudonym Louis Masterson) (Spel om livet, 1982, som Louis Masterson, Texas 21)

#### Utgivna under pseudonym Leo Manning
- El Sordo (1962, Triangelwestern 75) (återutgiven 1972 under pseudonym Louis Masterson) (El Sordo, 1980, som Louis Masterson, Texas 1)
- Veien til Yuma (1962, Triangelwestern 76) (återutgiven 1972 under pseudonym Louis Masterson) (Paco - revolvermannen, 1966, Prärie-böckerna 60) (Vägen till Yuma, 1980, som Louis Masterson, Texas 6)
- Hevner uten nåde (1963, Triangelwestern 81) (återutgiven 1974 under pseudonym Louis Masterson) (Hämnare utan nåd, 1983, som Louis Masterson, Texas 25)
- Cimarron (1963, Triangelwestern 86) (återutgiven 1973 under pseudonym Louis Masterson) (Mördaren från Montana, 1981, som Louis Masterson, Texas 15)
- Largo (1963, Triangelwestern 89) (återutgiven 1973 under pseudonym Louis Masterson) (Largo, 1981, som Louis Masterson, Texas 11)
- Vest for Pecos (1964, Triangelwestern 93) (återutgiven 1972 under pseudonym Louis Masterson) (Väster om Pecos, 1981, som Louis Masterson, Texas 12)
- Mot ukjent land (1964, Triangelwestern 100) (återutgiven 1974 under pseudonym Louis Masterson) (Mot okänt land, 1981, som Louis Masterson, Texas 13)

#### Utgivna under pseudonym Louis Masterson
- Metzgar (1972) (Den röda hämnden, 1980, Texas 2)
- Rawlins (1972) (Rawlins, 1983, Texas 29)
- Indianerdreperen (1972) (Geväret som sjunger, 1983, Texas 27)
- En stjerne for Rawlins (1972) (En stjärna för Rawlins, 1982, Texas 20)
- Riflen som synger (1972) (Spejarna, 1980, Texas 7)
- Revolvergribben (1972) (Bastarden från Rio Bravo, 1982, Texas 17)
- Rawlins i New Orleans (1972) (Rawlins i New Orleans, 1983, Texas 30)
- Fem ess (1973) (Fem ess, 1983, Texas 32)
- Señor Rawlins (1973) (Señor Rawlins, 1982, Texas 22)
- Express-agent (1973) (En hemlighetsfull man, 1982, Texas 24)
- Med hagle og derringer (1973) (Goda råd är dyra, 1984, Texas 33)
- Dødens kvartett (1973) (Dödens kvartett, 1984, Texas 35)
- Vestens fribytter (1974) (Lugnet före stormen, 1983, Texas 26)
- Dødens sendebud (1974) (För en handfull dollar, 1983, Texas 31)
- Dommedag i San Antonio (1974) (Masters - revolvermannen, 1982, Texas 19)
- Bøddelens tårer (1974) (Bödeln väntar, 1983, Texas 28)
- Kwenda safari (1974)
- Speiderne (1977)
- Kodiak (1981)
- Menn av stål (1982)

#### Utgivna under pseudonym Lee Morgan
- Galgen i Durango (1962, Ponni/Arena 443) (återutgiven 1973 under pseudonym Louis Masterson) (Galgen i Durango, 1981, som Louis Masterson, Texas 10)
- En fredløs red mot nord (1963, Triangelwestern 88) (återutgiven 1973 under pseudonym Louis Masterson) (En fredlös red mot norr, 1981, som Louis Masterson, Texas 14)
- Bastardene (1964, Triangelwestern 95) (återutgiven 1972 under pseudonym Louis Masterson) (Djävulens lärjunge, 1980, som Louis Masterson, Texas 4)